# 阿穆尔河畔共青城加加林飞机制造厂

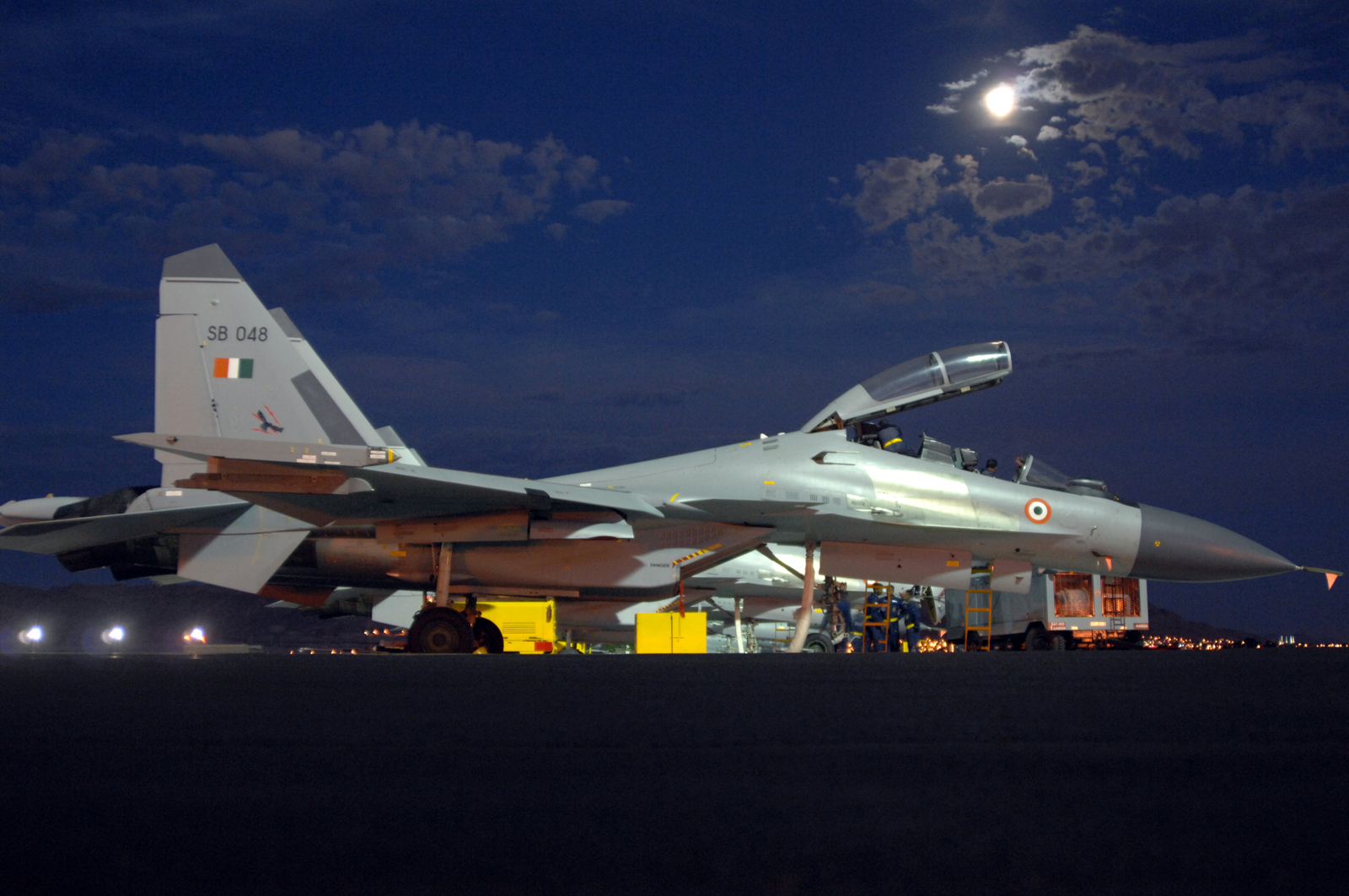
蘇愷30

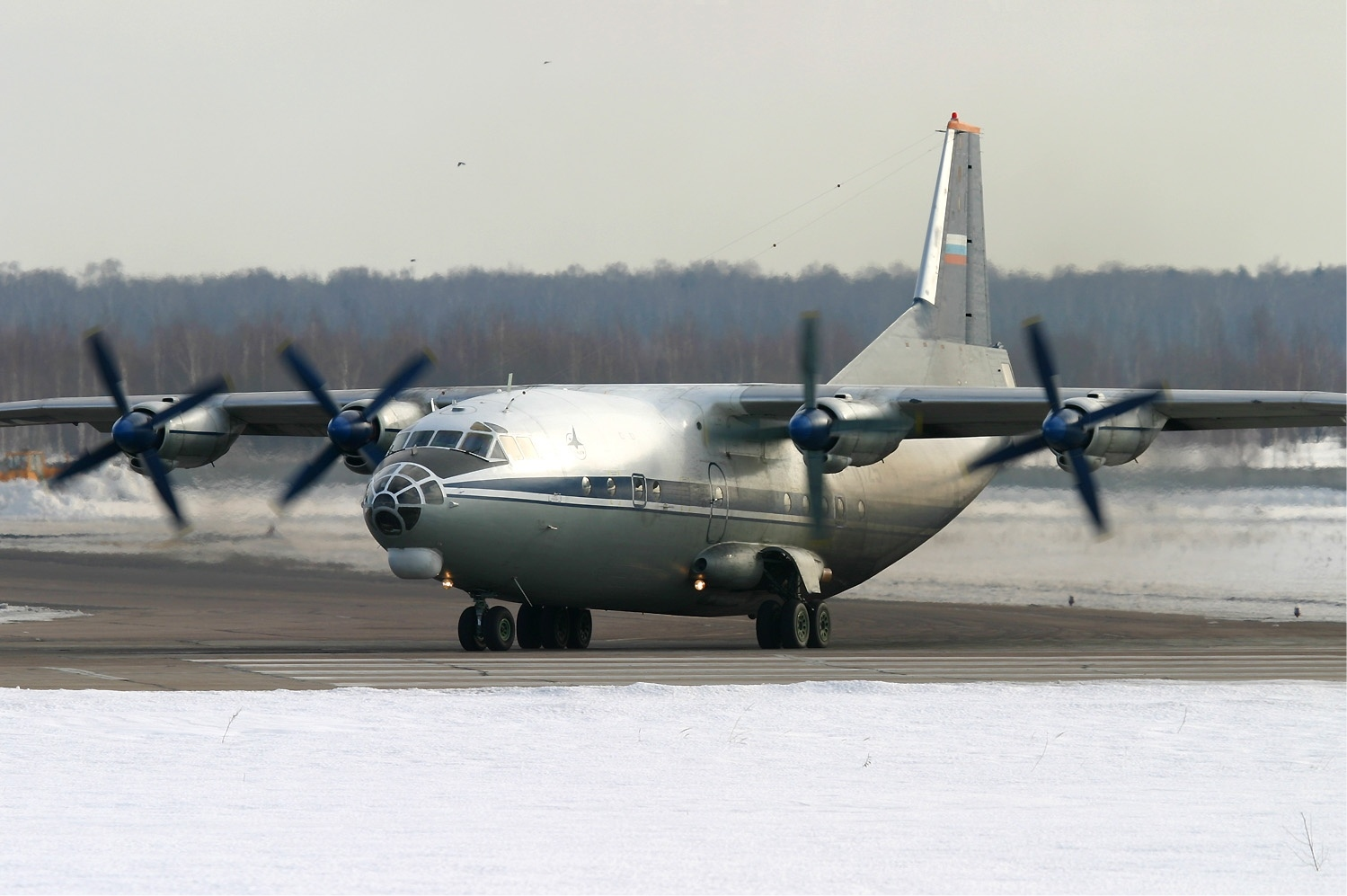
KNAAZ 安托諾夫 An-12，莫斯科（2005）

阿穆尔河畔共青城加加林飞机制造厂（俄语：Комсомольский-на-Амуре авиационный завод имени Ю. А. Гагарина（КнААЗ）），前稱阿穆尔河畔共青城飛機生產聯合體（KnAAPO），苏霍伊航空集团成員、蘇聯時期曾编号为126厂。 是俄羅斯最大的飛機製造商、位於俄羅斯遠東地區的阿穆尔河畔共青城。该厂的首批产品為图波列夫设计局的R-6侦察机。2006年2月，依據俄羅斯總統普京簽署的行政命令，蘇愷集團成員與俄國其他主要航空、航天設計或製造公司合并成立“聯合航空製造公司”。

## 概覽
加加林製造廠目前生產Su-27SM/SKM戰鬥機、Su-30MK2多用途戰機、Su-33和Su-27KUB艦載戰機及別里耶夫 Be-103水上飛機等等。同時，加加林飛機廠連同新西伯利亞契卡洛夫飛機製造廠生產苏霍伊-100超级喷气式飞机、2012年計畫生產各型號共70架。 加加林製造廠還會生產俄空軍第五代戰鬥機苏-57。
加加林製造廠分別於1999年與2001年二度獲俄羅斯工業家和企業家聯盟以及俄羅斯聯邦工商總會授予「俄羅斯最佳企業」頭銜。
加加林製造廠同時也是俄羅斯哈巴罗夫斯克边疆区最成功企業之一，並與多年來為該區納稅最高者。
KNAAZ(JSC)股權持有人: 
- 聯合航空製造公司（25.5%）
- 蘇愷(JSC)（74.5%）
- KNAAZ(JSC) 持有蘇愷設計局(JSC) 5.41%股權

## 外部連結
- 官方网站（俄文）
- 官方网站 （英文）